# Temurejo (Bangorejo)
Temurejo is een bestuurslaag in het regentschap Banyuwangi van de provincie Oost-Java, Indonesië. Temurejo telt 12.726 inwoners (volkstelling 2010).